# Svartsot
A Svartsot egy dán folk-metal zenekar. Tagok: Cristoffer J.S. Frederiksen, Hans-Jorgen Martinus Hansen, Thor Bagen, James Atkin, Frederik Uglebjerg és Michael Alm. 2005-ben alakultak meg Randers-ben. Zenéjük keveredik a folk és a death metal stílusokkal. Nevük "fekete betegséget" jelent.

## Diszkográfia
- Ravnenes Saga (2007)
- Mulmets Viser (2010)
- Maledictus Eris (2011)
- Vældet (2015)

Demók
- Svundne Tider (2006)
- Tvende Ravne (2007)